# البيت الوردي
كاسا روسادا أو البيت الوردي (بالإسبانية: Casa Rosada) هو المقر الرسمي ومكتب رئيس الأرجنتين. يقع في العاصمة بوينس أيرس. تم تشييده على عدة مراحل، حتى تم توحيد أجزاءه في مبنى واحد عام 1898. ويُعرف هذا القصر الفخم رسميًا باسم كاسا دي غوبيرنو (أي بيت الحكومة).
يضم المبنى أيضًا متحفًا يحتوي على أغراض تتعلق بالرؤساء السابقين للأرجنتين، وقد تم إعلانه كواحد من المعالم الوطنيّة والتاريخيّة للبلاد. يقع المبنى شرق العاصمة، وتحديدًا في حي بالكارسي، بالقرب من بلازا دي مايو.

## تاريخ
تم بناء البيت الوردي على ثلاثة مراحل؛ الأولى عام 1879 كمبنى للبريد على يد المعمار كارل كيهلبرغ، والثانية عام 1886 كبيت للحكومة على يد المعمار هنريك أبيرغ، حتى تم توحيد جزئيه بمبنى واحد في عام 1898 على يد المعمار فرانسيسكو تامبوريني، ليصبح واحدًا من أكثر مباني البلاد رمزيّةً. ولقد تم طلاء المبنى باللون الوردي في أواخر القرن التاسع عشر، وبالتحديد في فترة رئاسة الرئيس دومينغو فاوستينو سارمينتو، وذلك اعتمادًا على الخلط ما بين اللون الأحمر رمز الفيدراليين واللون الأبيض رمز الاتحاديين، ليُسمى بالبيت الوردي.
تجدر الإشارة إلى أن المبنى يخضع حاليًا لعملية تجديد واسعة النطاق، ولكنها بطيئة ومتأخرة بسبب الأزمة الاقتصادية المحليّة التي حدثت عام 2001. وكان من المقرر الانتهاء من العمل عام 2010 في الذكرى المئوية الثانية لثورة مايو التي أدت إلى الاستقلال.

## صور

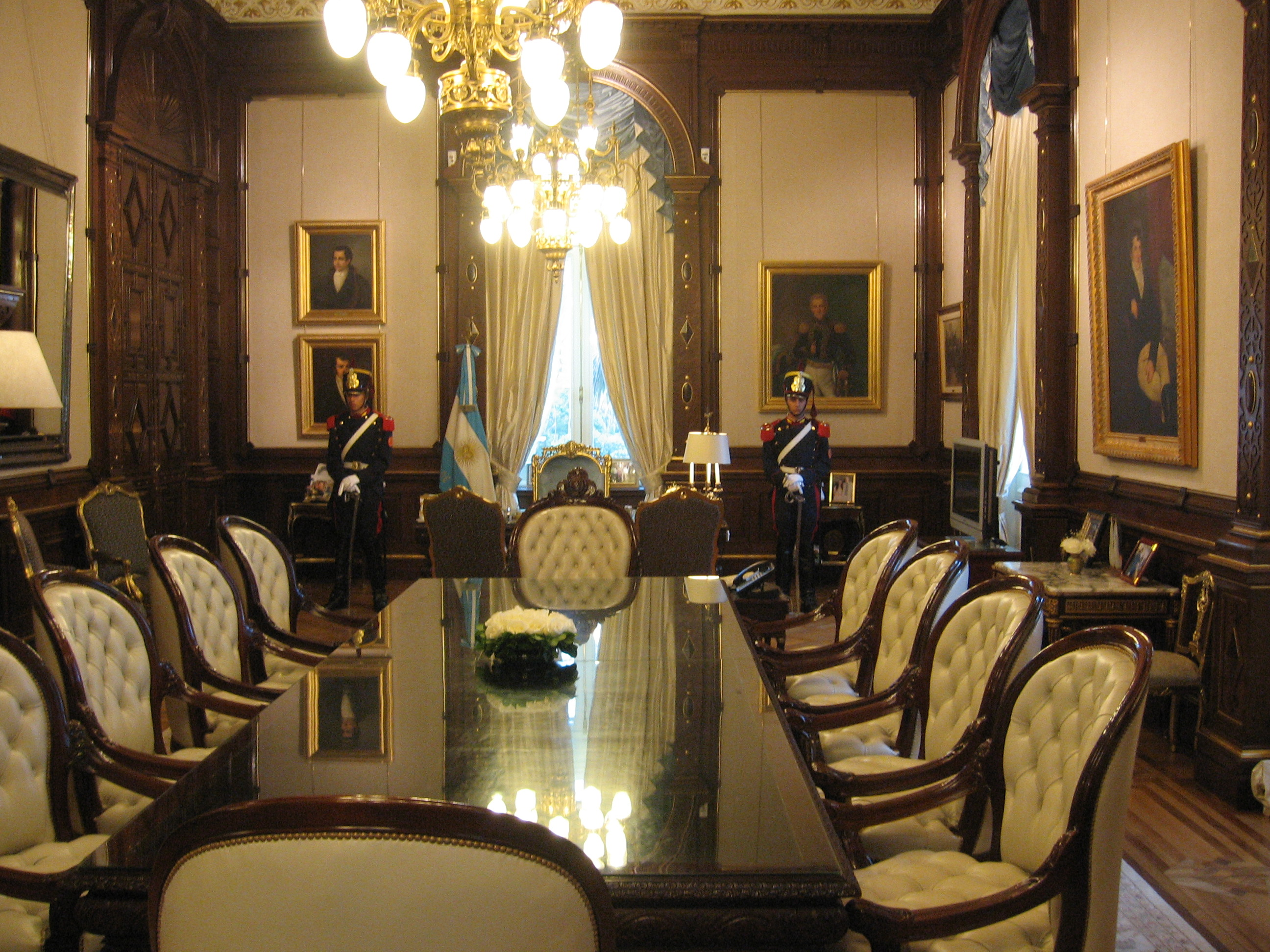
المكتب الرئاسي
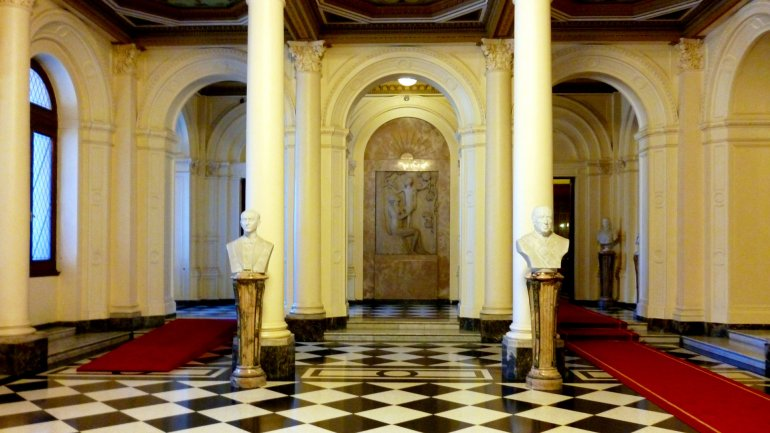
صالة الشرف
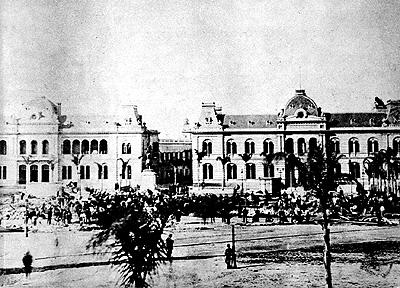
بيت الحكومة والبريد قبل توحيدهما

## وصلات خارجية
- الموقع الرسمي
- قناة اليوتيوب